# Ángel Olivares
Ángel Olivares Ramírez, né le 8 février 1955 à Burgos, est homme politique espagnol.
Il est secrétaire d'État à la Défense entre 2018 et 2020.